# Cueva del Indio
Cueva del Indio es una cueva kárstica del norte de la ciudad de Viñales en la cubana provincia de Pinar del Río, y un importante destino turístico en el Valle de Viñales. 
Debido a la construcción de represas en un río, una parte de la cueva es solo accesible con lanchas a motor. El camino a través de la cueva está cubierto con una iluminación eléctrica. La cueva se recorre en parte con senderos y en otra se cambia a los barcos a motor. La salida después de la excursión en barco está a aproximadamente a 150 m al noreste de la entrada. Solo un kilómetro de la cueva está abierta a los viajeros.